# 尿尿小妹
50°50′54″N 4°21′14″E / 50.84833°N 4.35389°E
尿尿小妹是比利時一座位於布魯塞爾的現代噴泉雕像，她對應於布魯塞爾城的市標尿尿小童而存在， 而且事實上尿尿小妹雕像在地理上也正好位於布魯塞爾大廣場的另外一面，而且兩座雕像距離布魯塞爾大廣場有著的相同距離。與尿尿小童雕像對比，尿尿小童雕像位處十字路轉角，而尿尿小妹則被放置於頗為隱密的小巷末端。
這座雕像在1980年代中期豎起並且被賦予了自己的故事，但對大眾來說得到的更多是娛樂。這座半米高的雕塑採用藍灰石灰石雕刻而成，雕塑內容展現的是一名紮著辮子的少女正在神情愜意的蹲著撒尿。雕像被放置在信仰巷（Impasse de la Fidelité / Getrouwheidsgang）東側，信仰巷是一條40米長的狹窄小巷子，巷子直通向北並終止在充滿餐館的屠戶街（Rue du Bouchers / Beenhouwersstraat）。巷內同時也有一座提供2000種不同種類啤酒的咖啡館。